# Estación Chimbarongo
Chimbarongo es una estación de ferrocarriles chilena, ubicada en el km 148 de la vía férrea, en Chimbarongo, Región del Libertador General Bernardo O'Higgins. Actualmente no presta servicios.

## Historia
Con la construcción del ferrocarril hacia el sur de Chile, el tramo San Fernando-Curicó, la estación comenzó su proceso de construcción en 1864, y fue inaugurada el 25 de diciembre de 1868.
El 27 de enero de 2017, la estación fue declarada Monumento Nacional en la categoría de Monumento Histórico.
En 2024 se hizo la solicitud para la reapertura de servicios de pasajeros de la estación.

## Infraestructura
El recinto estación cuenta con su edificio de pasajeros en mal estado de conservación, una cabina de movilización aun con maquinaria, una cabina de uso de EFE, y un edificio de bodega. La bodega de 1 200 m² fue construida en algún momento entre las décadas de 1920-1930.
Han existido varios intentos de rehabilitación que no han fructiferado.

## Servicios
Su patio estación es utilizado frecuentemente por Fepasa para el servicio de carga. Actualmente no contempla detención de servicios de pasajeros, siendo solo estación de cruzamiento de los servicios de trenes que se dirigen a Santiago o Chillán.

## Literatura complementaria
- Urrutia Steinert, Isidora; Hassi Gidi, José Emilio; Canales Errázuriz, Santiago; Rojas del Pozo, Valentina Paz; Molina Sourdat, Alexandre; Pérez Selman, Macarena (31 de mayo de 2024). «Narrativas y discursos del paisaje ferroviario: Infraestructuras patrimoniales del ferrocarril del sur en la Región del Maule y la comuna de Chimbarongo». Revista Planeo (55). ISSN 0719-2932. doi:10.7764/plan.055.125. Consultado el 8 de diciembre de 2024.